# 佐藤祐弘
佐藤 祐弘（さとう すけひろ、1933年2月20日 - ）は、日本の政治家。元衆議院議員（日本共産党公認、通算3期）。

## 来歴
大阪府大阪市大正区出身。大阪府立高津高校定時制卒業。カメラマン、赤旗記者などを経て、1983年の衆院選で東京10区から出馬し初当選を果たす。以後3期連続で衆議院を務めた後、1993年の衆院選には出馬せず引退を表明する。地盤は元赤旗外信部記者の佐々木陸海に継承。

## 政策
- 選択的夫婦別姓制度導入に賛同。